# Dysgonia orbata
Dysgonia orbata är en fjärilsart som beskrevs av Emilio Berio 1955. Dysgonia orbata ingår i släktet Dysgonia och familjen nattflyn. Inga underarter finns listade i Catalogue of Life.